# Eric Is Here
Eric Is Here – solowy album Erica Burdona nagrany w 1967 r. i wydany w marcu tego samego roku.

## Historia i charakter albumu
Po rozwiązaniu grupy The Animals i przed założeniem Eric Burdon & The Animals, Eric Burdon wszedł do studia nagraniowego i nagrał swój pierwszy solowy album, który wprowadza w błąd napisem na okładce: Eric Burdon & The Animals. 
W nagraniu niezbyt rockowego albumu, a nawet raczej popowego wzięła udział orkiestra; nie jest jednak wykluczona obecność w studiu muzyków z The Animals.
Formuła albumu niezbyt pasowała do dynamicznego Burdona, dlatego następnym krokiem było założenie nowej grupy rockowej, która operowałaby głównie w Stanach Zjednoczonych i nastawiona byłaby na podbój muzycznego rynku amerykańskiego. Tak powstał zespół Eric Burdon & The Animals i ich pierwszym albumem stał się Winds of Change z 1967 r.

## Muzycy
- Eric Burdon - wokal
- Barry Jenkins - perkusja
- inni muzycy nie są znani

## Spis utworów
| 1.  | In the Night                              | 2:29  |
|     |                                           |       |
| 2.  | Mama Told Me Not to Come                  | 2:18  |
|     |                                           |       |
| 3.  | I Think It's Gonna Rain Today             | 2:08  |
|     |                                           |       |
| 4.  | On this Side of Goodbye                   | 3:27  |
|     |                                           |       |
| 5.  | That Ain't Where It's At                  | 3:02  |
|     |                                           |       |
| 6.  | True Love (Comes Only Once in a Lifetime) | 2:38  |
|     |                                           |       |
| 7.  | Help Me Girl                              | 2:42  |
|     |                                           |       |
| 8.  | Wait Till Next Year                       | 2:20  |
|     |                                           |       |
| 9.  | Losin' Control                            | 2:49  |
|     |                                           |       |
| 10. | It's Not Easy                             | 3:09  |
|     |                                           |       |
| 11. | The Biggest Bundle of Them All            | 2:14  |
|     |                                           |       |
| 12. | It's Been a Long Time Comin'              | 2:43  |
|     |                                           |       |
|     |                                           | 31:59 |
|     |                                           |       |

## Opis płyty
- Producent - Tom Wilson
- Nagranie - 1967
- Inżynier - Bill McMeehan
- Inżynier remiksu - Gene Radice
- Kierownik inżynierów - Val Valente
- Aranżerzy utworów i dyrygenci - Benny Golson, Horace Ott
- Opracowanie artystyczne okładki - Nancy Reiner
- Projekt okładki - Acy Lehman
- Wydanie - marzec 1967
- Czas - 31 min. 59 sek.
- Firma nagraniowa - MGM
- Numer katalogowy - SE 4433

Wznowienia
- Firma nagraniowa - One Way Records
- Numer katalogowy - OW 31376
- Rok - 1995

## Listy przebojów

### Album
| Rok  | Lista                    | Pozycja |
| ---- | ------------------------ | ------- |
| 1967 | Billboard. Albumy popowe | 121     |

### Single
| Rok  | Singel                                  | Lista                    | Pozycja |
| ---- | --------------------------------------- | ------------------------ | ------- |
| 1970 | „Help Me Girl/That Ain't Where It's At" | Billboard. Single popowe | 29      |

| Rok  | Singel                       | Lista                       | Pozycja |
| ---- | ---------------------------- | --------------------------- | ------- |
| 1970 | „Help Me Girl/See See Rider" | Melody Maker. Single popowe | 14      |